# Connie Borror
Connie M. Borror (16 septembre 1966 — 10 avril 2016) est une statisticienne, ingénieure industrielle et universitaire américaine, intéressée par le contrôle qualité et la toxicologie médico-légale (en). Elle est professeure à l'université d'État de l'Arizona, et lauréate en 2016 de la médaille Shewhart de l'American Society for Quality (en), devenant ainsi la première femme à remporter cette médaille.

## Formation et carrière
Borror naît à Granite City (Illinois),. Elle étudie les mathématiques à Southern Illinois University Edwardsville (en), y obtenant son diplôme en 1988 et une maîtrise en 1992,. Elle obtient son doctorat en génie industriel de l'université d'État de l'Arizona (ASU) en 1998.  Elle revient à l'université d'Arizona en tant que membre du corps professoral en 2005,. En 2015, elle est nommée professeure de la Fondation ASU à l'université d'Arizona.  
Elle est rédactrice en chef de Quality Engineering de 2011 à 2013, et a présidé la section sur la qualité et la productivité de la Société américaine de statistique en 2008. Elle est également éditrice du Certified Quality Engineer Handbook (3e éd., American Society for Quality, 2009). 
Elle meurt le 10 avril 2016 des suites d'un cancer, quelques mois avant son cinquantième anniversaire.

## Publications
- The ASQ CQE Study Guide (avec Sarah E. Burke, American Society for Quality, 2016)
- Advanced Statistical Quality Control (avec Murat Kulahci, John Wiley & Sons, 2009)
- Design and Analysis of Gauge R&R Studies (avec Richard K. Burdick et Douglas C. Montgomory, SIAM et ASA, 2005) [7]
- Probability and Statistics in Engineering (avec William W. Hines, Douglas C. Montgomery et David M. Goldsman, 2003)

## Prix et distinctions
Connie Borror est élue membre de la Société américaine de statistique en 2011 et de l'American Society for Quality (en). La médaille Shewhart lui est décernée en 2016,.  